# Sayn und Wittgenstein
Sayn und Wittgenstein was tot de opheffing van de Duitse adel in 1919 een Duits vorstelijk geslacht.

## Geschiedenis
Het geslacht stamt af van graaf Godfried II van Sponheim, die was gehuwd met Adelheid, zuster van de laatste graaf van Sayn. Van hun zoons verkreeg Hendrik het graafschap Sponheim-Starkenburg en Godfried het graafschap Sayn. Door zijn huwelijk met Jutta, erfdochter van Homburg, verkreeg de laatstgenoemde ook deze heerlijkheid, die na zijn dood samen met Vallendar aan zijn jongere zoon Engelbert toeviel (jongere linie). Zijn oudste zoon Johan verkreeg vrijwel geheel Sayn (oudere linie). Johans zoon Salentijn nam na zijn huwelijk met Adelheid, erfgravin van Wittgenstein, de naam Sayn und Wittgenstein aan.
De oudere linie in Sayn stierf in 1606 uit. Keurtrier beschouwde Vallendar en de burcht Sayn als vrijgekomen lenen en nam ze in bezit. Vanaf dat moment waren deze bezittingen niet meer reichsunmittelbar, maar oefende Trier het overheidsgezag uit. Het graafschap Sayn was beperkt tot Altenkirchen en Hachenburg. Dit gebied viel toe aan de jongere tak in Homburg en Wittgenstein, maar reeds een jaar later vond na de dood van graaf Lodewijk een hernieuwde deling plaats in de drie takken Sayn, Berleburg en Wittgenstein.
Sayn-Wittgenstein-Berleburg viel toe aan de oudste zoon George en omvatte Berleburg, Homburg en Neumagen. Deze linie splitste zich in 1694 in de linies Sayn-Wittgenstein-Berleburg (Homburg en Neumagen, sinds 1792 rijksvorsten), Sayn-Wittgenstein-Karlsburg (bleef grafelijk, in 1861 uitgestorven) en Sayn-Wittgenstein-Ludwigsburg (sinds 1834 Pruisische vorsten).
Sayn-Wittgenstein-Sayn viel toe aan Willem II en omvatte het graafschap Sayn, maar stierf reeds met Willems kleinzoon Lodewijk in 1636 uit. Via zijn zusters Ernestine en Johannetta ontstonden de graafschappen Sayn-Hachenburg en Sayn-Altenkirchen.
Lijst

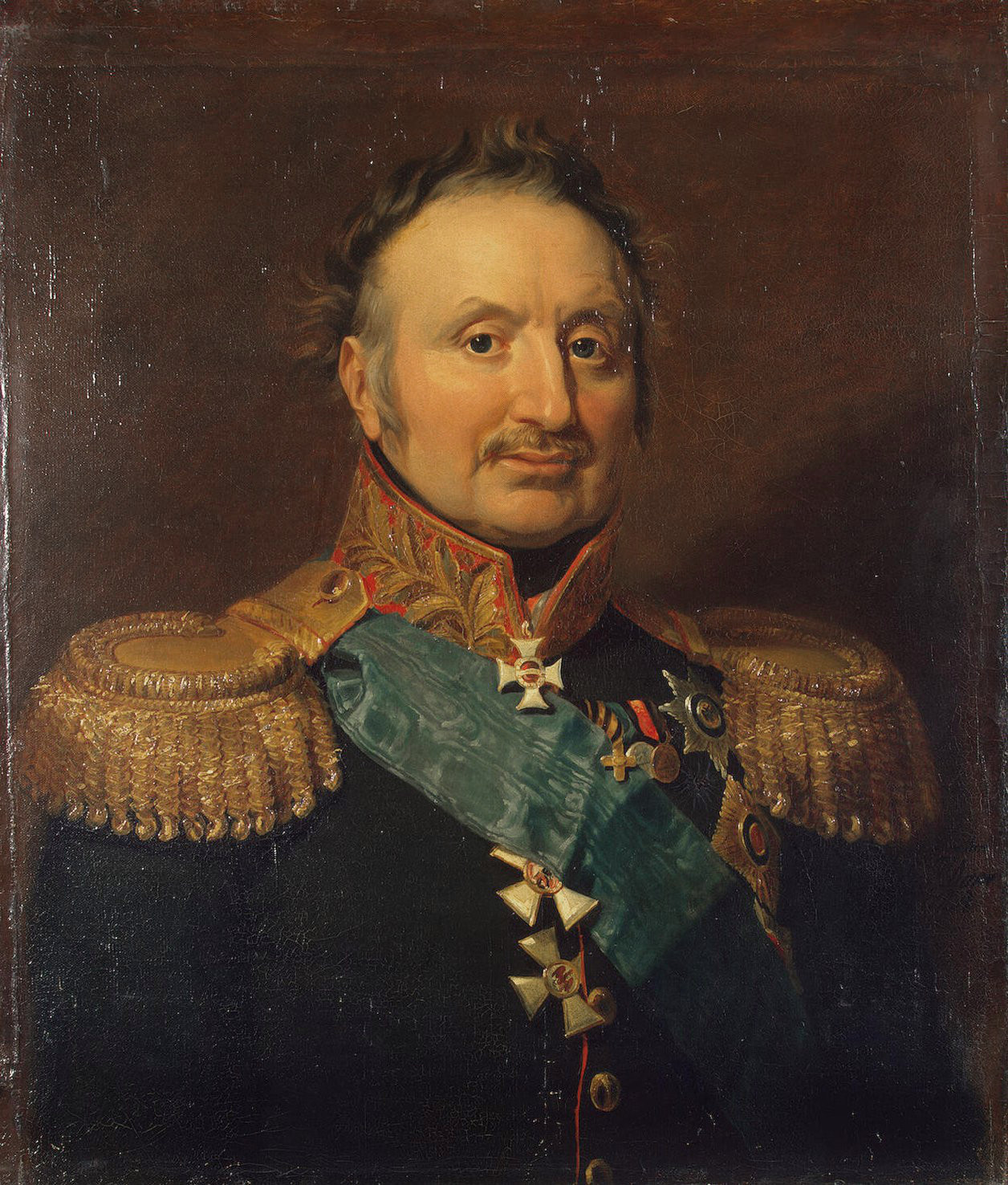
Peter Wittgenstein

Sayn-Wittgenstein-Wittgenstein viel toe aan Lodewijk II de Jongere en omvatte Wittgenstein. Onder de zoons van graaf Johan werd deze linie in 1657 opgesplitst in Sayn-Wittgenstein-Hohenstein (sinds 1804 rijksvorsten) en Sayn-Wittgenstein-Vallendar.
De Sayn-Wittgensteins werden in 1806 gemediatiseerd. Sayn-Wittgenstein-Berleburg viel sindsdien onder de soevereiniteit van Hessen-Darmstadt, Sayn-Wittgenstein-Hohenstein onder die van Pruisen.

## Achternaam
Huidige leden van dit geslacht voeren de achternaam Prinz zu Sayn-Wittgenstein. Het hoofd van het geslacht noemt zich in het dagelijks verkeer Fürst (adellijke titels zijn sinds het afschaffen van de adel in Duitsland nog slechts een deel van de achternaam). Mensen met de achternaam Prinz von Sayn-Wittgenstein hebben deze door koop verkregen en behoren dus niet tot dit geslacht.

## Bekende telgen
- Johannetta van Sayn-Wittgenstein (1561-1622), echtgenote van Jan de Oude van Nassau
- Sophia Polyxena Concordia van Sayn-Wittgenstein-Hohenstein (1709-1781), echtgenote van Frederik Willem II van Nassau-Siegen
- Georg Ernst von Sayn-Wittgenstein-Berleburg (1735-1792), generaal in koninklijke Franse dienst
- Peter Christianovitsj (zu Sayn-)Wittgenstein(-Ludwigsburg) (1769-1843), Russisch veldmaarschalk
- Gustav Albrecht zu Sayn-Wittgenstein-Berleburg (1907-1944), Duits militair en vader van Richard
- Heinrich zu Sayn-Wittgenstein (1916-1944), Duits militair
- Corinna zu Sayn-Wittgenstein, vriendin van Juan Carlos I van Spanje
- Richard zu Sayn-Wittgenstein-Berleburg (1934-2017), gehuwd met Benedikte van Denemarken
- Caroline zu Sayn-Wittgenstein, levensgezellin van de componist Franz Liszt